# إدوارد تيفين
إدوارد تيفين (بالإنجليزية: Edward Tiffin) وهو يعد أول حاكم على ولاية أوهايو بعد انضمام الولاية إلى الاتحاد الأمريكي ما بين الأعوام 1803 إلى 1807 ولد ادوارد تيفين في 19 من شهر حزيران - يونيو من سنة 1766 في إنجلترا انتقل تيفين إلى الولايات المتحدة الأمريكية سنة 1784 وعمل كطبيب في جارلز تاون وفي سنة 1796 انتقل ادوارد تيفين إلى شيلكث في ولاية أوهايو بعد انضمام أوهايو إلى الاتحاد الأمريكي سنة 1803 انتخب ادوارد تيفين كاول حاكم للولاية ومثل ادوارد تيفين ولاية أوهايو في مجلس الشيوخ الأمريكي ما بين الأعوام 1807 إلى 1809 توفي ادوارد تيفين في 9 آب - أغسطس من سنة 1829 في ولاية أوهايو.